# Broń wojskowa

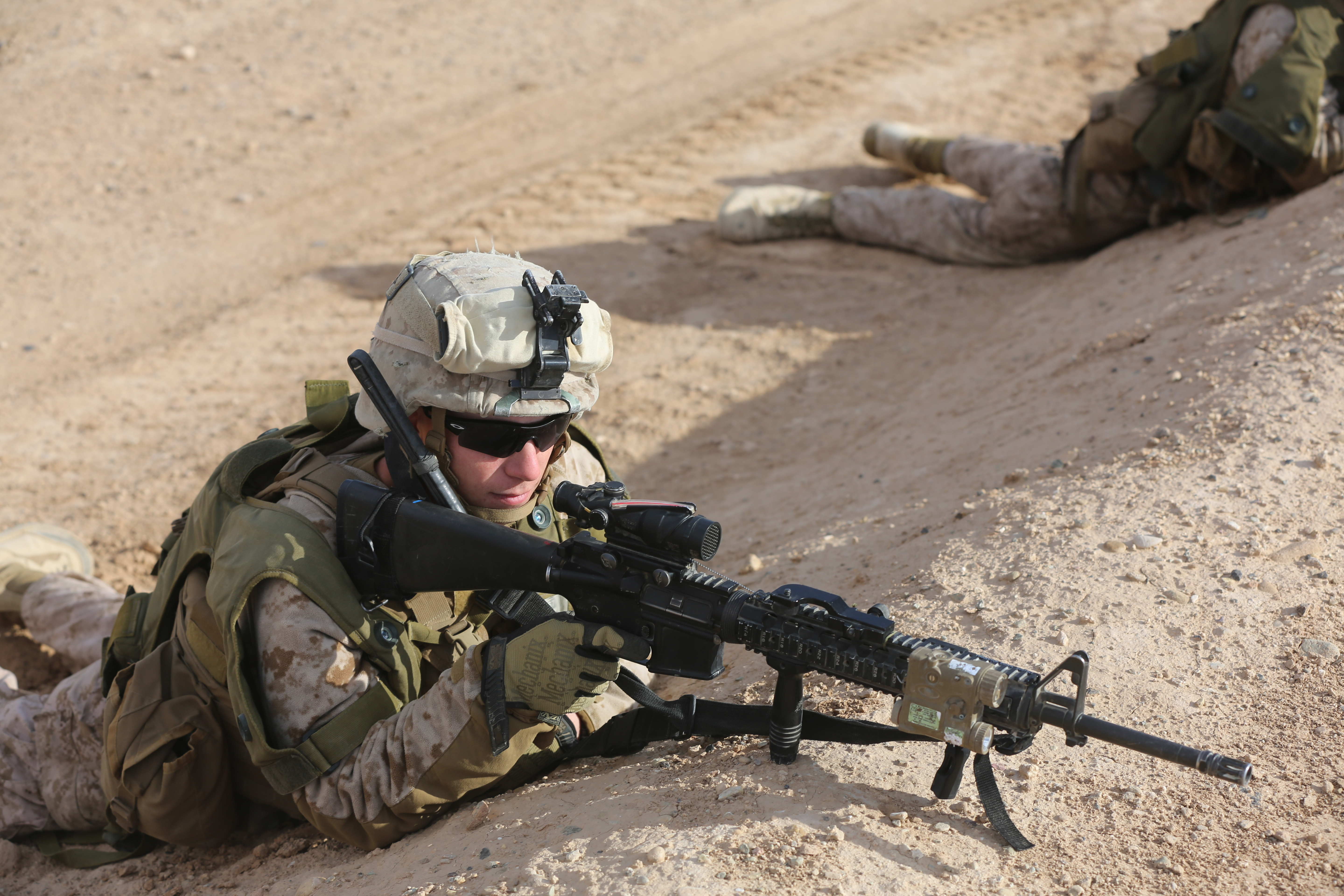
Broń wojskowa

Broń wojskowa – broń wchodząca do etatowego wyposażenia pojedynczego żołnierza, pododdziałów oraz związków taktycznych i operacyjnych regularnych sił zbrojnych.
Przeznaczona jest do obezwładniania siły żywej, niszczenia sprzętu, umocnień, obiektów przeciwnika. Bronią tą dezorganizowano jego systemy dowodzenia i zaopatrywania oraz wspierano ogniowo działanie wojsk własnych. Tworzy określonym systemem uzbrojenia, który jest podporządkowany koncepcjom jej użycia w starciach zbrojnych. Powinna mieć określone wymagania taktyczno–techniczne, utrzymana w stałej sprawności technicznej i gotowości bojowej. Współczesna broń wojskowa jest w zasadzie bronią palną i występująca w szczątkowej fazie broń biała w postaci bagnetów, noży, szabli.
Broń w zależności od przeznaczenia dzielimy ją na:
- broń bojową
- broń ćwiczebną
- broń szkolną

W zależności od stanu technicznego wyróżnia się broń:
- kategorii pierwszej (nowa)
- kategorii drugiej (używana w pełni sprawna)
- kategorii trzeciej (przeznaczona do naprawy)
- kategorii piątej (niezdatna do eksploatacji i wycofana z wyposażenia)

W znaczeniu ogólniejszym jako broń wojskową współczesną można traktować całościowo:
- wozy bojowe
- samoloty bombowe
- samoloty myśliwskie
- samoloty szturmowe
- okręty nawodne
- okręty podwodne